# Centroacinarcel

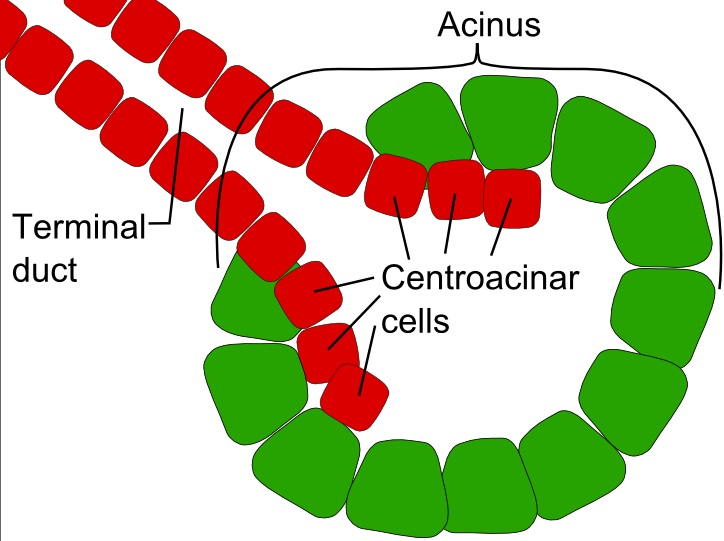
Centroacinarcellen. Terminal duct: ductus intercalatus

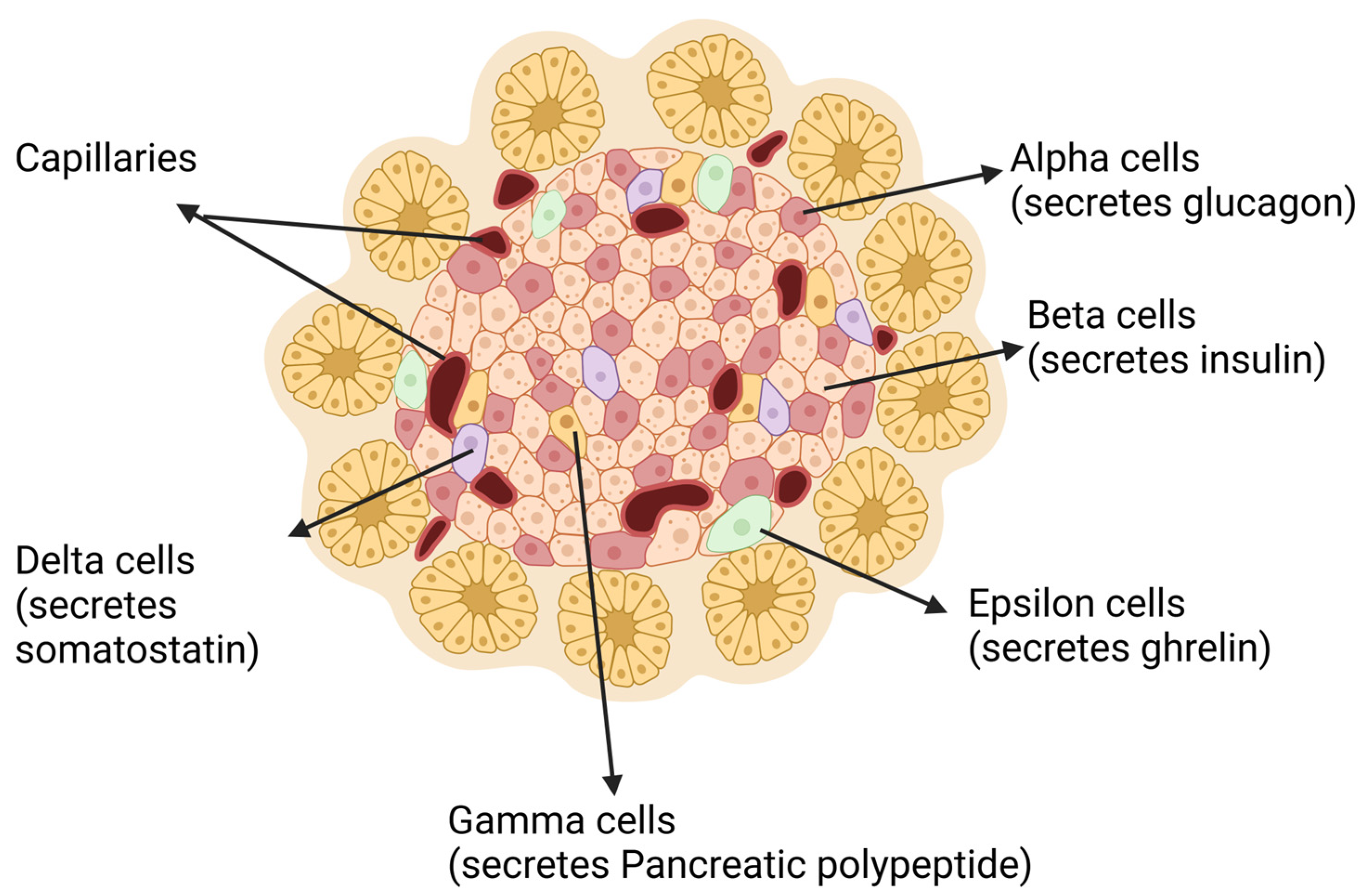
Celtypen in de eilandjes van Langerhans

Centroacinarcellen zijn spoelvormige cellen in de exocriene alvleesklier, die centraal liggen in de acinus. Ze liggen gedeeltelijk over het apicale oppervlak van de acinuscellen. Ze zijn klein en hebben microvilli op het apicale oppervlak. De cellen bevatten weinig cytoplasma, weinig ruw endoplasmatisch reticulum en een klein golgicomplex, maar wel in het basale gedeelte veel mitochondriën voor de ionensecretie. De cellen hebben op hun basolaterale oppervlak siaalrijke zure eiwitten, die als kationfilters werken. De cellen bevatten carboanhydrase voor de katalyse van de productie van HCO3− (waterstofcarbonaat) uit CO2.
Centroacinarcellen werken samen met organen zoals de nieren, longen, maag, hersenen en darmen.
De exocriene alvleesklier is een van de twee compartimenten die acinarcellen en alvleesgangcellen omvatten die een rol spelen bij de spijsvertering. Ze vormen een verlengstuk van de ductus intercalatus in elke acinus van de alvleesklier. Deze cellen, algemeen bekend als ductcellen, scheiden een waterige waterstofcarbonaatoplossing af onder stimulatie van het hormoon secretine. Ze scheiden ook mucine af. Ze transporteren het enzym naar de darmen, wat de endocriene alvleesklier helpt bij de afscheiding van het hormoon in de bloedbaan. Dit is belangrijk voor het glucosemetabolisme, insulineproducerende B-cellen, glucagonproducerende alfacellen en somatostatineproducerende D-cellen. De ductus intercalatus, ook wel intercalaire ductus (ductus van Boll) genoemd, is het deel van een exocriene klier dat rechtstreeks van de acinus naar een gestreepte ductus leidt. Een gestreepte ductus (buizen van Pflüger) verbindt een ductus intercalatus met een interlobulaire gang.
De alvleeskliergangen, van de acini tot het punt waar ze hun inhoud in de twaalfvingerige darm lozen, zijn als volgt gerangschikt: ductae intercalatae  (de kleinste), intralobulaire gangen, interlobulaire gangen en de alvleesgang.
De ductae intercalatae brengen het waterstofcarbonaat naar intralobulaire gangen die overgaan in interlobulaire gangen. Deze interlobulaire gangen convergeren uiteindelijk tot de alvleesgang. Deze alvleeskliergangen kunnen fungeren als een reactiemechanisme wanneer er een verwonding optreedt en om verstoringen in het alvleesklierlumen te voorkomen. Dit houdt de ioneninhoud onder controle terwijl het open blijft voor doorstroming. Veranderingen die kunnen optreden als gevolg van blokkade/ophoping in het alvleesgang zijn aandoeningen zoals taaislijmziekte.
|  |  |